# Chikungunya

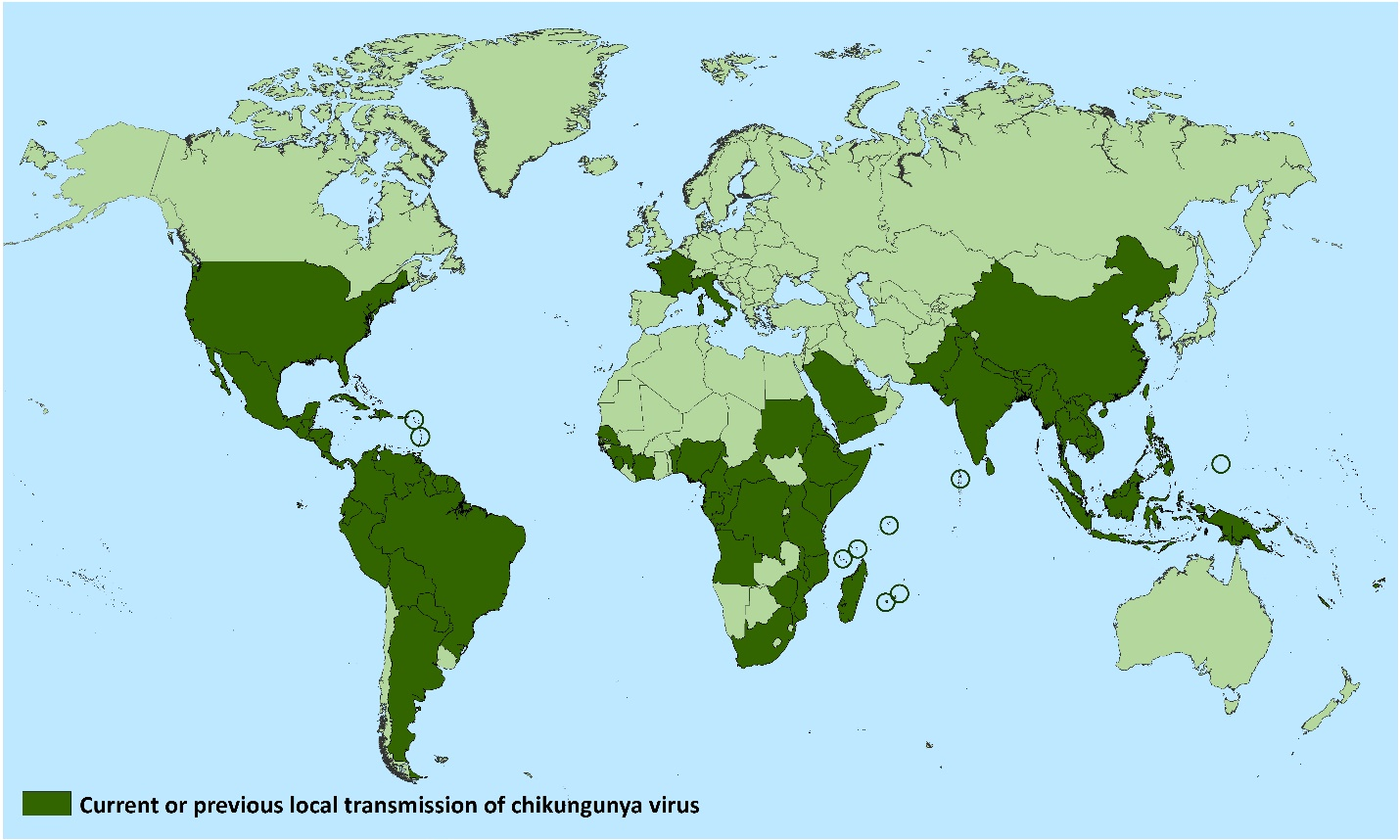
Przypadki wystąpienia gorączki chikungunya w latach 1952–2019 (na zielono)

Chikungunya (wymawiane: „czikungunia”), czikungunia – tropikalna choroba wirusowa, występująca głównie w południowej Azji i wschodniej Afryce, podobna do dengi, przenoszona przez komary.
W 2006 wystąpiły masowe zachorowania na wyspach Oceanu Indyjskiego (Reunion, Majotta, Seszele, Mauritius, Komory, Madagaskar, Malediwy) oraz w zachodnich, nadbrzeżnych rejonach Indii i w Malezji.
W 2007 zanotowano przypadki chikungunyi w okolicy Rimini we włoskim regionie Emilia-Romania. Był to pierwszy przypadek stwierdzony w Europie.

## Historia
Chorobę opisano po raz pierwszy w Tanzanii w 1953 roku. Określenie „chikungunya” ma pochodzić z jednego z tamtejszych narzeczy i oznaczać 'zgarbienie', 'przykurczenie'.

## Etiologia

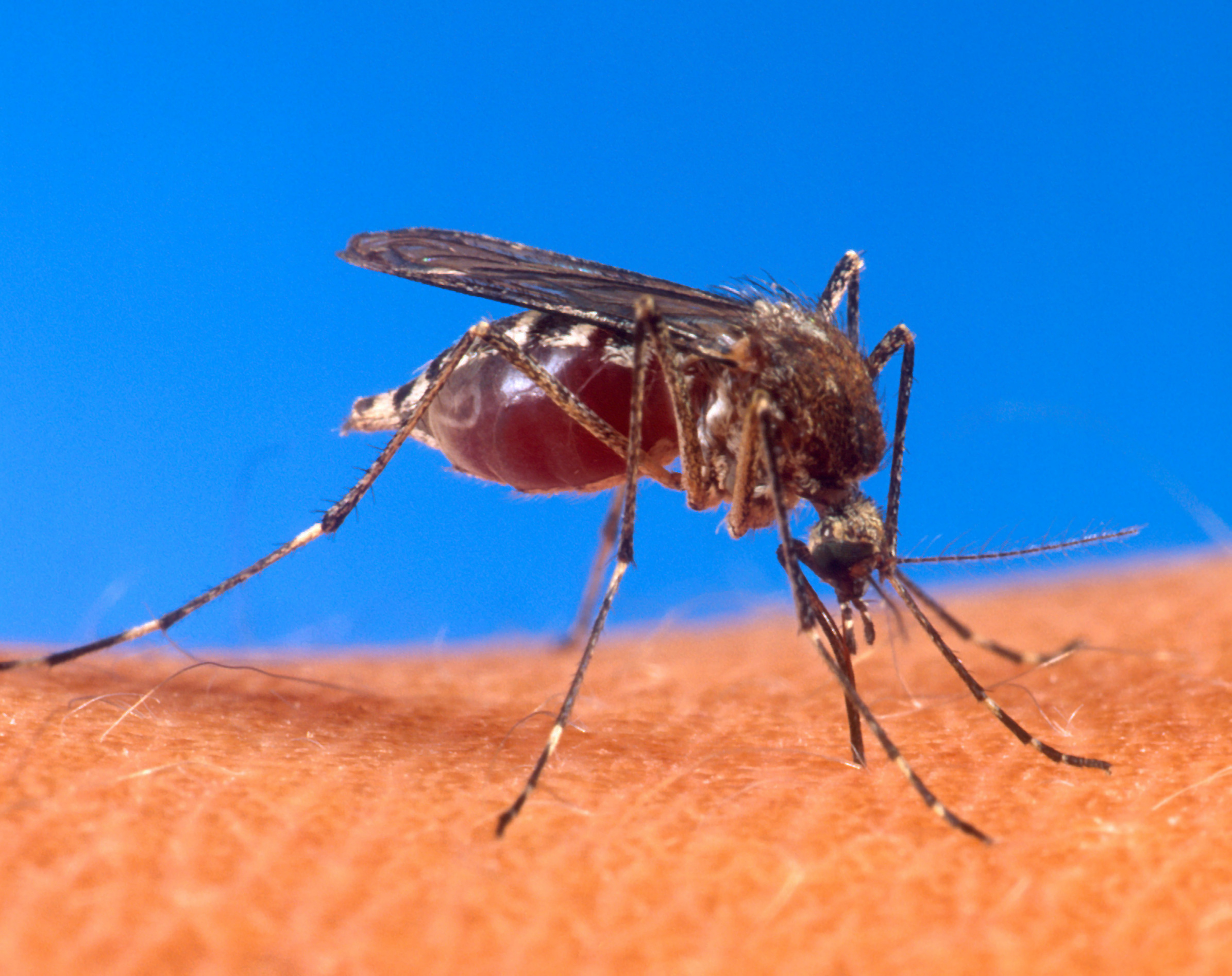
Komar Aedes aegypti

Choroba wywołana jest przez arbowirusa Chikungunya (alfawirus z rodziny Togaviridae). Przenoszona jest przez komary (Aedes aegypti, Aedes albopictus lub Aedes polynesiensis). Nie występuje transmisja pomiędzy ludźmi. Rezerwuarem zarazka są małpy. Wirus pochodzi z Afryki. Stwierdzono dwie mutacje pozwalające egzystować w Aedes albopictus.

## Objawy i przebieg
Początkowo (3-7 dni po ekspozycji) zakażenie wirusem powoduje wystąpienie objawów rzekomogrypowych (gorączka, bóle głowy, nudności, osłabienie, bóle stawów i mięśni), wysypki i świądu skóry.
Gorączka zwykle ustępuje w ciągu kilku dni (tygodni), ale zdarzają się przedłużające się miesiącami bóle i zapalenia stawów, trwające nawet przez lata.
Nie ma dowodów na występowanie przypadków przebiegu krwotocznego ani neuroinwazji. Śmiertelność wynosi poniżej 1 przypadku na 1000 i dotyczy głównie osób w starszym wieku.

## Leczenie i zapobieganie
Nie ma leczenia przyczynowego choroby. Leczenie jest objawowe i polega na podawaniu niesterydowych leków przeciwzapalnych. Przeciwwskazany jest kwas acetylosalicylowy.
Metodą zapobiegawczą jest unikanie narażenia na ukłucia przez komary (moskitiery, repelenty). W roku 2023 szczepionka o nazwie Ixchiq, opracowana przez francuskie przedsiębiorstwo Valneva, została oficjalnie zarejestrowana przez Amerykańską Agencję Żywności i Leków (FDA). Valneva obecnie (2023 r.) dąży do uzyskania rejestracji swojego produktu na terenie podlegającym Europejskiej Agencji Leków (EMA).